# Mike and the Mechanics
A Mike and the Mechanics (stilizálva Mike + The Mechanics) 1985-ben, Doverben alakult angol rockzenei supergroup. Alapítója Mike Rutherford, a Genesis korábbi gitárosa. Legismertebb dalaik: "Silent Running", "All I Need Is a Miracle", "Taken In", "The Living Years", "Word of Mouth" valamint az "Over My Shoulder".
Az együttes eredeti felállásakor Rutherford mellett Paul Carrack és Paul Young énekesek, Adrian Lee billentyűs, valamint Peter Van Hooke dobos voltak tagjai a zenekarnak. Tíz év elteltével Lee és Van Hooke is kiszálltak az együttesből, pótlásukra pedig nem került sor. 2000-ben, Young halálát követően az együttes duóvá zsugorodott, majd 2004-ben feloszlott. 2010-ben aztán Rutherford vezetésével, teljesen új felállásban ismét összeállt a zenekar.
A Mike and the Mechanics 1990-ben Ivor Novello-díjat nyert, valamint "All I Need Is a Miracle" és "The Living Years" című dalukat is jelölték Grammy-díjra.

## Tagok

### Jelenlegi tagok
- Mike Rutherford – basszusgitár, elektromos gitár, billentyűs hangszerek, háttérvokál (1985–2004, 2010–present)
- Anthony Drennan – elektromos gitár, basszusgitár (2010–)
- Tim Howar – vezető énekes, háttérvokál (2010–)
- Luke Juby – billentyűs hangszerek, háttérvokál, basszusgitár, szaxofon, síp (2010–)
- Andrew Roachford – vezető énekes, háttérvokál, billentyűs hangszerek (2010–)
- Gary Wallis – dobok (2010–; turnézenész: 1995–2004)

### Korábbi tagok
- Paul Carrack – vezető énekes, háttérvokál, billentyűs hangszerek, elektromos gitár, basszusgitár, dobok (1985–2004)
- Adrian Lee – billentyűs hangszerek (1985–1995)
- Peter Van Hooke – dobok (1985–1995; turnézenész: 2004)
- Paul Young – vezető énekes, háttérvokál, ütőhangszerek, elektromos gitár, basszusgitár (1985–2000; elhunyt 2000-ben)

### Turnézenészek
- Ashley Mulford – elektromos gitár, basszusgitár (1986)
- Tim Renwick – elektromos gitár, basszusgitár, háttérvokál (1988–1996)
- Jamie Moses – elektromos gitár, basszusgitár, háttérvokál (1999–2004)
- Rupert Cobb – billentyűs hangszerek (2004)
- Owen Paul McGee – háttérvokál (2004)
- Abbie Osmon – háttérvokál (2004)
- Ben Stone – dobok (2012)
- Phillipp Groysboeck – dobok (2016)
- Steve Barney – dobok (2017)

## Diszkográfia

### Stúdióalbumok
- Mike + The Mechanics (1985)
- Living Years (1988)
- Word of Mouth (1991)
- Beggar on a Beach of Gold (1995)
- Mike & The Mechanics (1999)
- Rewired (2004)
- The Road (2011)
- Let Me Fly (2017)
- Out of the Blue (2019)